# Karen Paquin
Pour les articles homonymes, voir Paquin.

a Compétitions nationales et continentales officielles uniquement.

b Matchs officiels uniquement.
Dernière mise à jour le 12 août 2014.
Karen Paquin, née le 3 août 1987 à Québec, est une joueuse canadienne de rugby à XV, occupant le poste de troisième ligne aile en équipe du Canada de rugby à XV féminin et en équipe nationale de rugby à sept.

## Biographie
Elle a grandi dans la ville de Québec, au Québec; elle est diplômée en génie chimique de l’Université Laval, dont elle porte les couleurs Rouge et Or en équipe de rugby à XV. Elle est ingénieur chimiste à Cascades dans une usine de Kingsey Falls.
Elle joue sa première sélection en équipe nationale du Canada de rugby à sept en 2012 à Ottawa. Elle dispute la Coupe du monde de rugby à sept 2013, elle parvient en finale s'inclinant contre la Nouvelle-Zélande. Depuis, elle fait partie des cadres de l'équipe nationale de rugby à sept.
Elle obtient sa première sélection dans l'équipe de rugby à XV en 2013. Elle fait partie du groupe qui dispute la Coupe du monde féminine de rugby à XV 2014 après une tournée dans l'hémisphère Sud (victoire 22-0 face aux Australiennes, deux revers face à la Nouvelle-Zélande 16-8 et 33-21). Elle dispute les trois matchs de poule, les trois comme titulaire du poste de troisième ligne aile. Le Canada se qualifie pour les demi-finales après deux victoires et un match nul concédé contre l'Angleterre 13-13. Elle s'est illustrée contre les Anglaises en réussissant un essai.
Le Canada se qualifie pour la finale après avoir battu la France 18-16. C'est la première fois que le Canada parvient à ce stade de la compétition et c'est seulement la quatrième nation à réaliser cette performance.
Durant la saison 2014-2015, elle fait partie de l'équipe canadienne qui termine deuxième des World Rugby Women's Sevens Series, dont une victoire lors de la dernière étape disputée à Amsterdam. Elle remporte également la médaille de la compétition de rugby à sept des Jeux panaméricains. Ses performances sur cette saison lui valent d'être choisie dans l'équipe de rêve des World Series, puis d'être nommée joueuse canadienne de rugby à sept de l'année.
Troisième de la saison 2015-2016, avec une victoire lors de l'étape française, elle fait partie de la sélection qui dispute les Jeux olympiques de Rio de Janeiro. Le Canada, se qualifie pour la demi-finale, où elle est battue par l'Australie, défaite 17 à 5, avant de s'imposer 33 à 10 face à la Grande-Bretagne pour remporter la médaille de bronze.
Elle participe à la Coupe du monde féminine de rugby à XV 2017 en Irlande où le Canada se classe en cinquième position.
Elle fait un retour en équipe nationale de rugby à VII en 2019 qui voit le Canada remportait l'or au tournoi de Kitakyushu Sevens.
En septembre 2022 elle est sélectionnée pour disputer la Coupe du monde de rugby à XV en Nouvelle-Zélande sous les couleurs de son pays.

## Palmarès

### En sélection nationale
(au 14.05.2021)
- médaille de bronze aux Jeux olympiques de 2016
- médaille d'or Jeux panaméricains[9] en 2015
- finaliste de la  Coupe du monde féminine de rugby à XV 2014
- finaliste de la Coupe du monde de rugby à sept 2013

### Distinctions personnelles
- Joueuse de l'année en rugby à VII pour Rugby Canada en 2015[14]
- Équipe de rêve des World Series par World Rugby en 2015
- Équipe de la décennie par Scrumqueens[15]
- Retenue par World Rugby dans la « Dream Team féminine de l'année » au poste de n°7 en 2021[16].